# Chó chăn cừu Catalan
Chó chăn cừu Catalan (tiếng Anh: Catalan Sheepdog, tiếng Catalunya: Gos d'atura català, tiếng Tây Ban Nha: Pastor catalán) là một giống chó Catalunya Pyrénées được nuôi như chó chăn cừu. Con chó này được lai tạo ở Châu Âu, đặc biệt là ở Tây Ban Nha, Phần Lan, Đức, và Thụy Điển.

## Ngoại hình

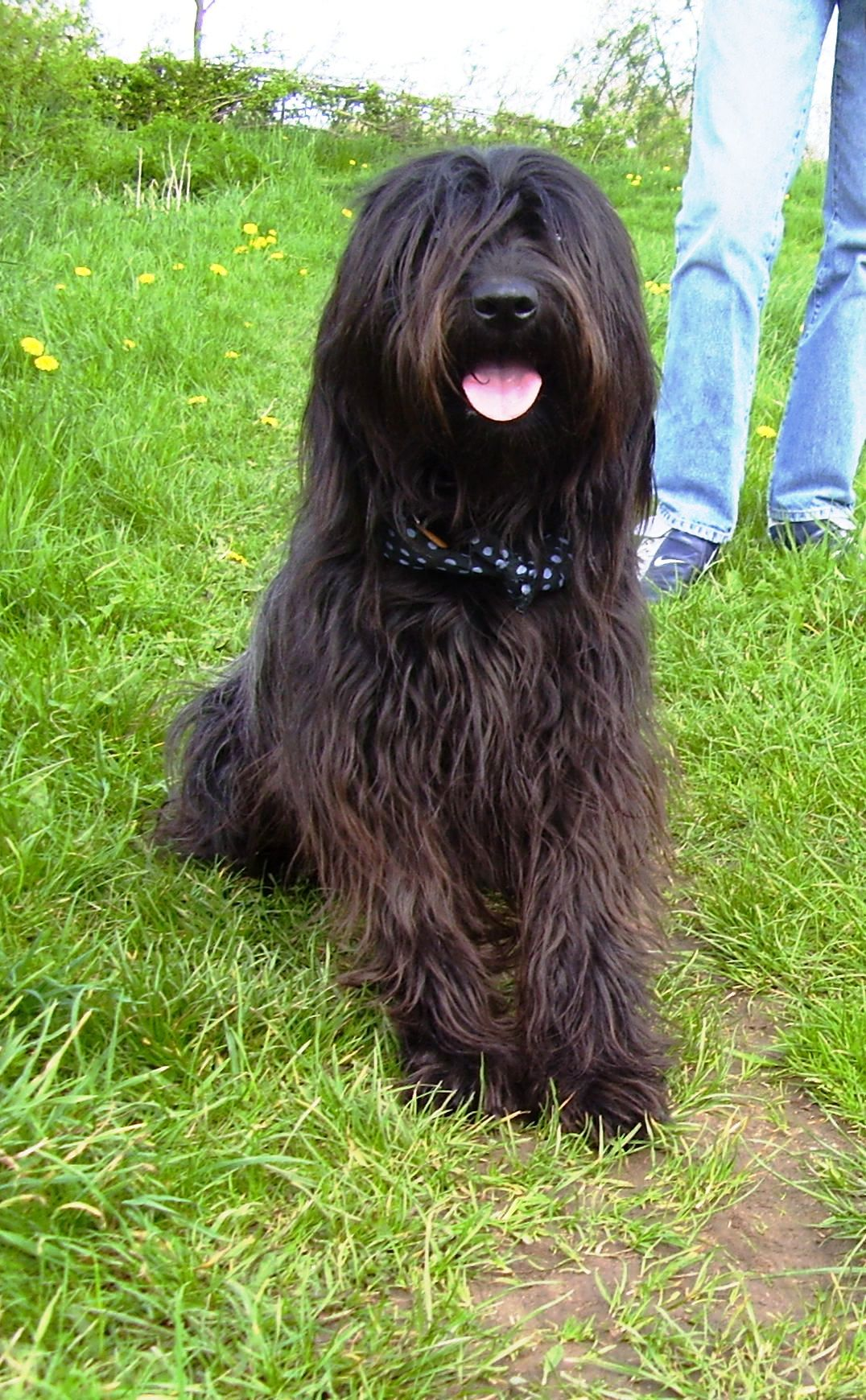
Chó chăn cừu Catalan đang ngồi

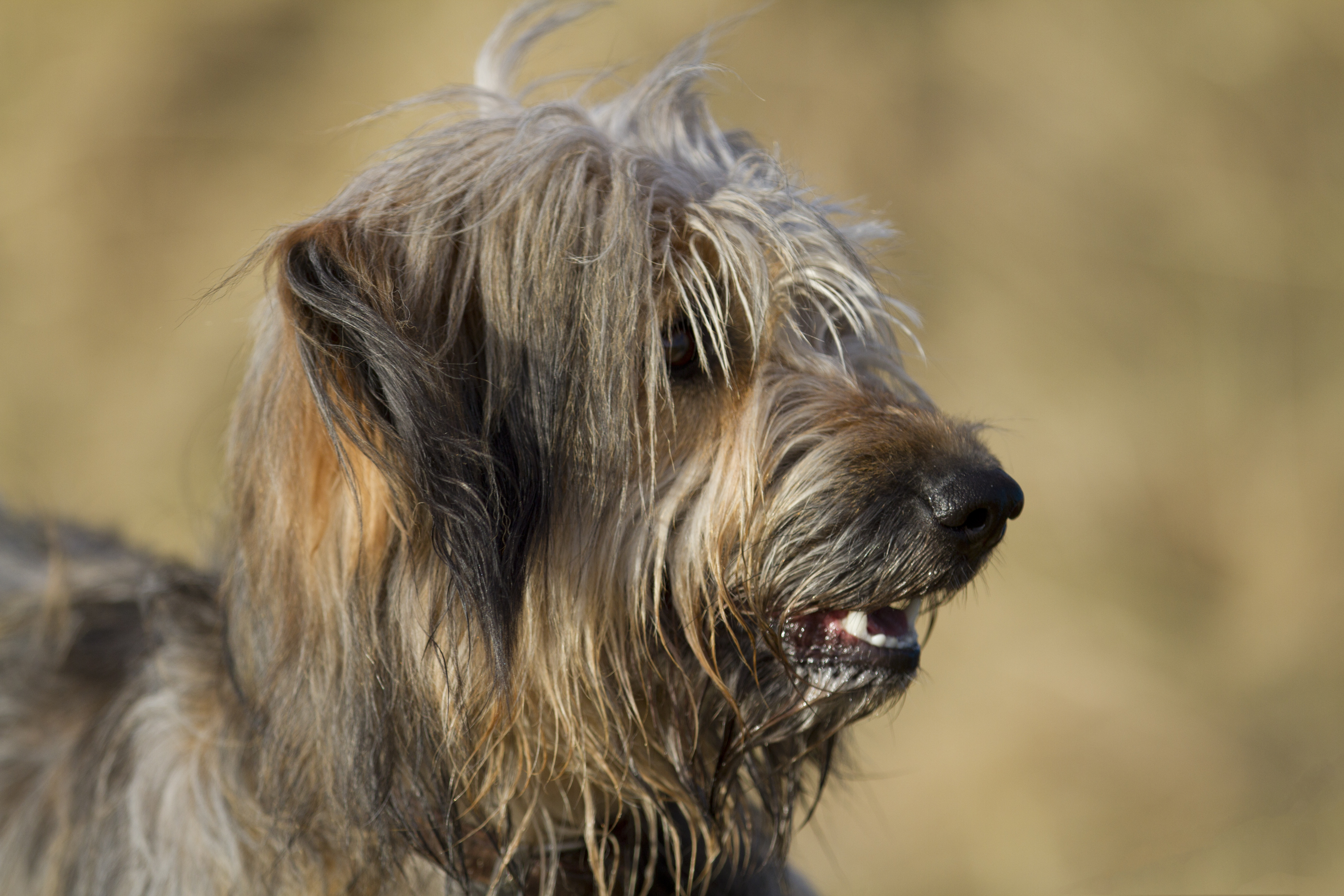
Chó chăn cừu Catalan

Chó chăn cừu Catalan có chiều cao từ 45 đến 55 cm và nặng 20 đến 27 kg đối với con đực, con cái thì nhỏ hơn. Bộ lông của chúng dài và phẳng hoặc hơi lượn sóng, từ khoảng màu nâu vàng đến màu đen và màu sáng đến xám đậm. Ngoài ra còn có một giống có đặc điểm tóc ngắn của giống chó này, nhưng nó gần như tuyệt chủng.

### Kích thước và trọng lượng
Chiều cao ở vai: 47−55 cm và 20–25 kg đối với chó đực; từ 45−53 cm và 17–21 kg đối với chó cái.

### Lông và màu lông
Chúng có bộ lông dài, khập khiễng và một chút cong. Nhìn từ xa con chó có vẻ là đơn sắc và có thể có bóng mờ nhở ở chân tay. Khi nhìn cận cảnh, có thể nhận thấy rằng màu sắc xuất phát từ một hỗn hợp các sợi lông có màu sắc khác nhau: màu nâu nhạt, nâu nhiều hoặc ít màu đỏ, xám và đen. Dài, bằng phẳng, hoặc rất gợn sóng, thô ráp với lớp lông dồi dào trên toàn bộ phần sau sau của cơ thể. Trên đầu một bộ râu, ria mép, lông mày mà không ảnh hưởng đến thị giác. Đuôi cũng được bao phủ bằng lông.Điều đáng chú ý là trong quá trình rụng lông một hiện tượng điển hình có thể được quan sát thấy: nó xảy ra trong hai giai đoạn. Trước hết nó ảnh hưởng đến lớp lông ở phần phía trước, tạo ấn tượng của hai nửa với các lớp khác nhau; sau đó rụng lông phần sau của con chó và tất cả mọi thứ trở nên thống nhất một lần nữa.

### Tập tính

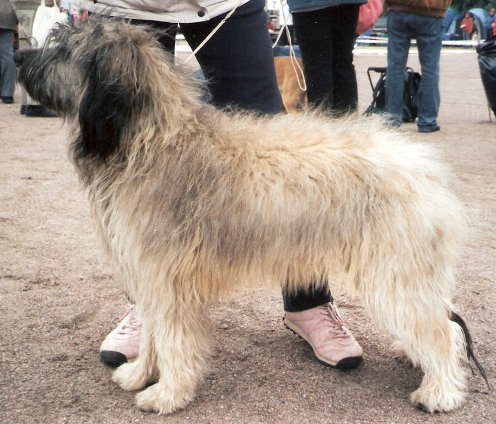
Chó chăn cừu Catalan, lông màu trắng-nâu nhạt

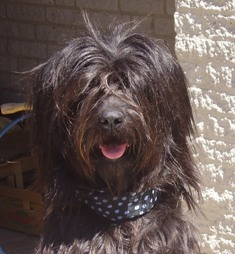
Chân dung chó chăn cừu Catalan

Chó chăn cừu Catalan được nuôi để chăn gia súc hoặc là một con thú cưng. Bởi vì trí thông minh của nó, giống như hầu hết các con chó chăn cừu, rất dễ đào tạo. Con chó vui vẻ này xuất sắc ở các môn thể thao chó, chẳng hạn như sự nhanh nhẹn và nhảy. Nó cũng can đảm nên cũng được nuôi để bảo vệ.
Nó bảo vệ cừu mà không cần hướng dẫn. Loài này thích hợp cho những người có kỹ thuật vững chắc và có thể cho chó đủ tập luyện. Xã hội hóa sớm là quan trọng, đặc biệt là nếu con chó sẽ ở xung quanh trẻ em. Những con chó bảo vệ gia đình của họ và trở nên gắn liền với nó.

## Hoạt động
Chó chăn cừu Catalan ó thể cạnh tranh trong các thử nghiệm nhanh nhẹn, vâng lời, diễn xuất, ném bóng, quan sát và các sự kiện chăn gia súc cho chó. Bản năng chăn nuôi và khả năng đào tạo có thể được đo tại các thử nghiệm chăn nuôi không cạnh tranh. Chó chăn cừu Catalan có bản năng chăn nuôi cơ bản có thể được huấn luyện để cạnh tranh trong các thử nghiệm chăn nuôi.

## Sức khỏe
Chó chăn cừu Catalan dễ bị loạn sản khớp háng. Tuổi thọ trung bình của nó là 12 đến 14 năm.

## Chó chăn cừu Catalan trong văn hóa
- Nhân vật Coronel của bộ phim Một trăm linh một chú chó đốm and 101 chú chó đốm II: Chuyến phiêu lưu ở Luân Đôn của Patch là chó chăn cừu Catalan[cần dẫn nguồn]
- Einstein và Copernicus của bộ phim Trở lại tương lai đều là chó chăn cừu Catalan [cần dẫn nguồn]
- Cobi, linh vật chính thức của Thế vận hội mùa hè 1992 ở Barcelona, là chó chăn cừu Catalan